# Zapasy na Letnich Igrzyskach Olimpijskich 1956 – kategoria do 57 kg w stylu wolnym
Zmagania mężczyzn do 57 kg to jedna z ośmiu męskich konkurencji w zapasach w stylu wolnym rozgrywanych podczas Letnich Igrzysk Olimpijskich 1956. Pojedynki w tej kategorii wagowej odbyły się w dniach 28 listopada – 1 grudnia.
Punktacja opierała się na systemie "złych punktów karnych". Zwycięzca otrzymywał zero punktów za wygraną przez "tusz" (łopatki), jeden punkt za wygraną decyzją trzech sędziów. Za przegraną walkę w stosunku 1-2 zawodnik otrzymywał dwa punkty, a za porażkę 0-3 lub łopatki przyznawano 3 punkty karne. Uzyskanie pięciu lub więcej punktów eliminowało zapaśnika z turnieju. Najlepsza trójka walczyła w rundzie finałowej. 

## Klasyfikacja[1]
| Miejsce | Nazwisko            | Kraj              |
| ------- | ------------------- | ----------------- |
| 1       | Mustafa Dağıstanlı  | Turcja            |
| 2       | Mohamed Yaghoubi    | Iran              |
| 3       | Michaił Szachow     | ZSRR              |
| 4       | Lee Sang-gyun       | Korea Południowa  |
| 5       | Minoru Iizuka       | Japonia           |
| 6       | Fred Kämmerer       | Niemcy            |
| 7       | Din Zahur           | Pakistan          |
| 8       | Adolfo Díaz         | Argentyna         |
| 8       | Tarashkeswar Pandey | Indie             |
| 10      | Tauno Jaskari       | Finlandia         |
| 11      | Geoffrey Jameson    | Australia         |
| 11      | Omer Vercouteren    | Belgia            |
| 11      | Ernesto Ramel       | Filipiny          |
| 11      | Lee Allen           | Stany Zjednoczone |

## Wyniki

### Pierwsza runda[2]
| Zwycięzca          | Punkty karne | Wynik        | Przegrany           | Punkty karne |
| ------------------ | ------------ | ------------ | ------------------- | ------------ |
| Mustafa Dağıstanlı | 1            | Decyzja, 3:0 | Minoru Iizuka       | 3            |
| Tauno Jaskari      | 1            | Decyzja, 3:0 | Lee Allen           | 3            |
| Adolfo Díaz        | 1            | Decyzja, 3:0 | Omer Vercouteren    | 3            |
| Fred Kämmerer      | 1            | Decyzja, 3:0 | Tarashkeswar Pandey | 3            |
| Mohamed Yaghoubi   | 1            | Decyzja, 3:0 | Michaił Szachow     | 3            |
| Din Zahur          | 1            | Decyzja, 3:0 | Geoffrey Jameson    | 3            |
| Lee Sang-gyun      | 0            | Łopatki      | Ernesto Ramel       | 3            |

### Druga runda[3]
| Zwycięzca           | Punkty karne | Wynik        | Przegrany        | Punkty karne |
| ------------------- | ------------ | ------------ | ---------------- | ------------ |
| Minoru Iizuka       | 4            | Decyzja, 3:0 | Tauno Jaskari    | 4            |
| Mustafa Dağıstanlı  | 1            | Łopatki      | Lee Allen        | 6            |
| Fred Kämmerer       | 2            | Decyzja, 3:0 | Adolfo Díaz      | 4            |
| Tarashkeswar Pandey | 4            | Decyzja, 3:0 | Omer Vercouteren | 6            |
| Mohamed Yaghoubi    | 1            | Łopatki      | Geoffrey Jameson | 6            |
| Michaił Szachow     | 3            | Łopatki      | Ernesto Ramel    | 6            |
| Lee Sang-gyun       | 1            | Decyzja, 2:1 | Din Zahur        | 3            |

### Trzecia runda[4]
| Zwycięzca          | Punkty karne | Wynik        | Przegrany           | Punkty karne |
| ------------------ | ------------ | ------------ | ------------------- | ------------ |
| Minoru Iizuka      | 4            | Łopatki      | Adolfo Díaz         | 7            |
| Mustafa Dağıstanlı | 2            | Decyzja, 3:0 | Fred Kämmerer       | 5            |
| Mohamed Yaghoubi   | 1            | Łopatki      | Tarashkeswar Pandey | 7            |
| Michaił Szachow    | 3            | Łopatki      | Din Zahur           | 6            |
| Lee Sang-gyun      | 1            | Wycofał się  | Tauno Jaskari       | 7            |

### Czwarta runda[5]
| Zwycięzca          | Punkty karne | Wynik        | Przegrany        | Punkty karne |
| ------------------ | ------------ | ------------ | ---------------- | ------------ |
| Minoru Iizuka      | 5            | Decyzja, 3:0 | Lee Sang-gyun    | 4            |
| Mustafa Dağıstanlı | 3            | Decyzja, 2:1 | Mohamed Yaghoubi | 3            |
| Michaił Szachow    | 3            | Bez walki    |                  |              |

### Piąta runda[6]
| Zwycięzca          | Punkty karne | Wynik        | Przegrany       | Punkty karne |
| ------------------ | ------------ | ------------ | --------------- | ------------ |
| Mustafa Dağıstanlı | 4            | Decyzja, 3:0 | Michaił Szachow | 6            |
| Mohamed Yaghoubi   | 4            | Decyzja, 3:0 | Lee Sang-gyun   | 7            |

### Runda finałowa
| Zwycięzca          | Wynik        | Przegrany                                     |
| ------------------ | ------------ | --------------------------------------------- |
| Mohamed Yaghoubi   | Decyzja, 3:0 | Michaił Szachow (zaliczony wynik z I rundy)   |
| Mustafa Dağıstanlı | Decyzja, 2:1 | Mohamed Yaghoubi (zaliczony wynik z IV rundy) |
| Mustafa Dağıstanlı | Decyzja, 3:0 | Michaił Szachow (zaliczony wynik z V rundy)   |